# Centropogon peruvianus
Centropogon peruvianus är en klockväxtart som först beskrevs av Franz Elfried Wimmer, och fick sitt nu gällande namn av Mcvaugh. Centropogon peruvianus ingår i släktet Centropogon och familjen klockväxter. Inga underarter finns listade i Catalogue of Life.